# Mark Fulton
Mark Fulton (* 1961 in Portadown; † 10. Juni 2002 im HM Prison Maghaberry bei Lisburn) war ein nordirischer Loyalist und Anführer der Loyalist Volunteer Force. Nach der Ermordung von Billy Wright am 27. Dezember 1997 im Gefängnis HM Prison Maze durch Mitglieder der Irish National Liberation Army übernahm er das Kommando über die Loyalist Volunteer Force. Er stand im Verdacht, in den 1990er Jahren mehrere Morde begangen zu haben.

## Leben
Mark Fulton wurde in Portadown im County Armagh als Sohn von Jim Fulton und Sylvia Fulton (geb. Prentice) geboren. Sein Vater war nach seinem Dienst bei der britischen Armee als Fensterputzer tätig, die Mutter stammte aus einer Autohändlerfamilie. Sein Bruder war William James Fulton. Er wuchs in der protestantischen Arbeitersiedlung Killycomain als Mitglied der Church of Ireland auf. Später wurde er Anhänger der von Ian Paisley gegründeten Freien Presbyterianische Kirche.
Nach dem Ausbruch des Nordirlandkonflikts wurde sein Vater Mitglied in der Ulster Defence Association, so sollen in dem Elternhaus häufig hohe Mitglieder Ulster Volunteer Force wie Robin Jackson oder Harris Boyle zu Besuch gewesen sein. Mark Fulton verließ schon früh die Schule und schloss sich der Mid-Ulster UVF wo er mit 15 vereidigt wurde. Am 28. März 1991 soll er Teil einer Gruppe gewesen sein, welche einen Anschlag mit Schusswaffen auf einen Süßigkeitenwagen in Craigavon ausführte, bei dem zwei jugendliche Mädchen und ein Mann getötet wurden. In den folgenden Jahren wurde er der engste Mitarbeiter von Billy Wright, dieser war zum mittlerweile zum Kommandeur der Mid-Ulster Brigade aufgestiegen. Die Verehrung ging sogar so weit, dass Fulton sich ein Tattoo mit dem Bild Wrights auf die linke Brust stechen ließ.
In den 1990er Jahren soll Fulton insgesamt zwölf sektiererische Morde begangen haben.
Nachdem er 1998 stark alkoholisiert in Portadown 1998 einen dienstfreien Soldaten angeschossen hatte, wurde er zu 4 Jahren Haft verurteilt.
Während eines Hafturlaubs im Frühjahr 1999 soll er die Ermordung der katholischen Menschenrechtsanwältin Rosemary Nelson angeordnet haben, diese hatte sich gegen den Marsch eines Oranierordens durch katholische Stadtviertel eingesetzt. Im März 2001 wurde er aus der Haft entlassen.
Im Dezember 2001 wurde er in Untersuchungshaft genommen, da man ihn verdächtigte, einen Mord an Rodney Jennett, einem Mitglied einer rivalisierenden paramilitärischen Gruppe verübt zu haben. Am 10. Juni 2002 fand man ihn stranguliert im Bett seiner Zelle auf. Er war verheiratet und hatte zwei Kinder.